# Real portughez
Realul portughez (în portugheză real, plural în română: reali, plural în portugheză: reais, mai târziu réis) este o veche monedă portugheză. A fost înlocuită în 1911 prin Escudo portughez, în urma proclamării republicii, cu rata de schimb de 1.000 réis = 1 escudo. Escudo a fost, la rândul său, înlocuit de Euro.

## Istoric
Realul (în sensul: „regal”) a fost unitatea de monetară al Portugaliei din jurul nului 1430 până în 1911. Acesta a înlocuit dinheiro la rata de 1 real = 840 dinheiros și a fost înlocuit cu ea însăși escudo (ca rezultat al revoluției Republicane din 1910), la o rata de 1 escudo = 1.000 Reis. 
Escudo a fost ulterior înlocuit de euro la o rată de 1 euro = 200,482 escudo.

## Folosirea termenului de real
În Portugalia, după înlocuirea sa cu escudo, numele său a fost larg utilizat în uzajul curent, pentru a desemna un escudo în expresia mil réis (în română: o mie de reali) și o mie de escudos în expresia conto de réis, semnificând „un milion de reali”. Această ultimă expresie a supraviețuit sub o formă prescurtată: conto, pentru a desemna 5 euro, sumă echivalentă cu 1.000 escudos.
Realul portughez este la originea denumirii unor diverse monede din lume: real din Brazilia, rial sau riel din mai multe țări din Asia.

## Galerie de imagini

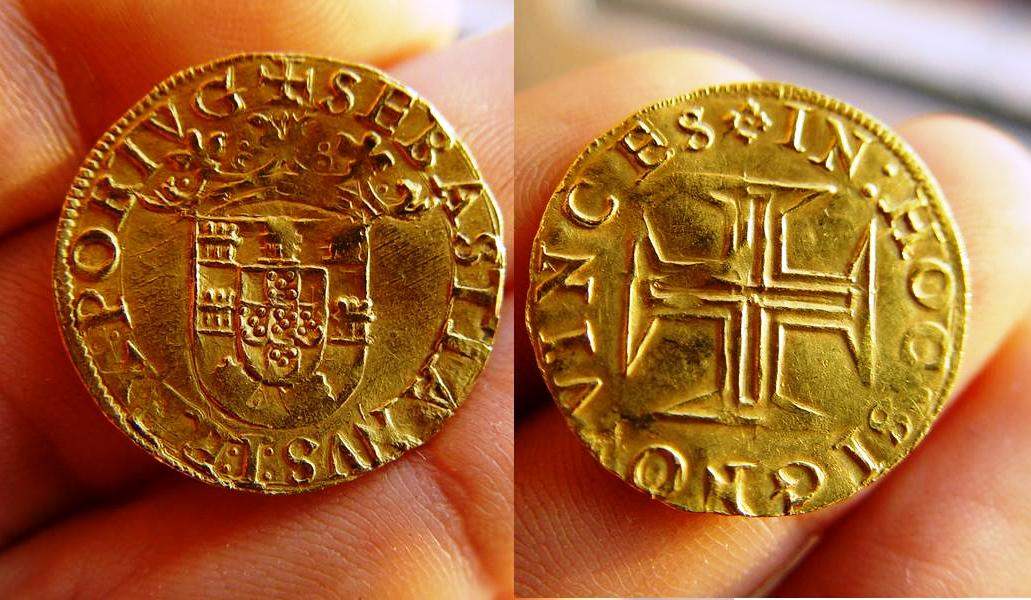
Monedă de 500 de reali din aur, emisă sub regele Sebastian I (1554 - 1578); avers: SEBASTIANVSºIºREXºPORTVG+[2], în centru: Scutul Portugaliei dominat de o coroană regală; revers: IN HOC SIGNO VINCEs[3]; în centru: o cruce.
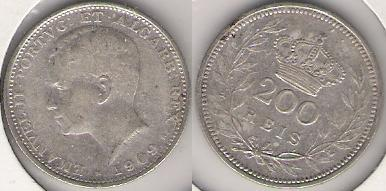
Monedă de 200 de reali, emisă în 1909; avers: circular: MANVEL II PORTVG: ET ALGARB: REX •1909•, cap spre stânga; revers: coroană regală, deasupra valorii nominale, pe două rânduri, 200 RÉIS, totul între două ramuri de măslin
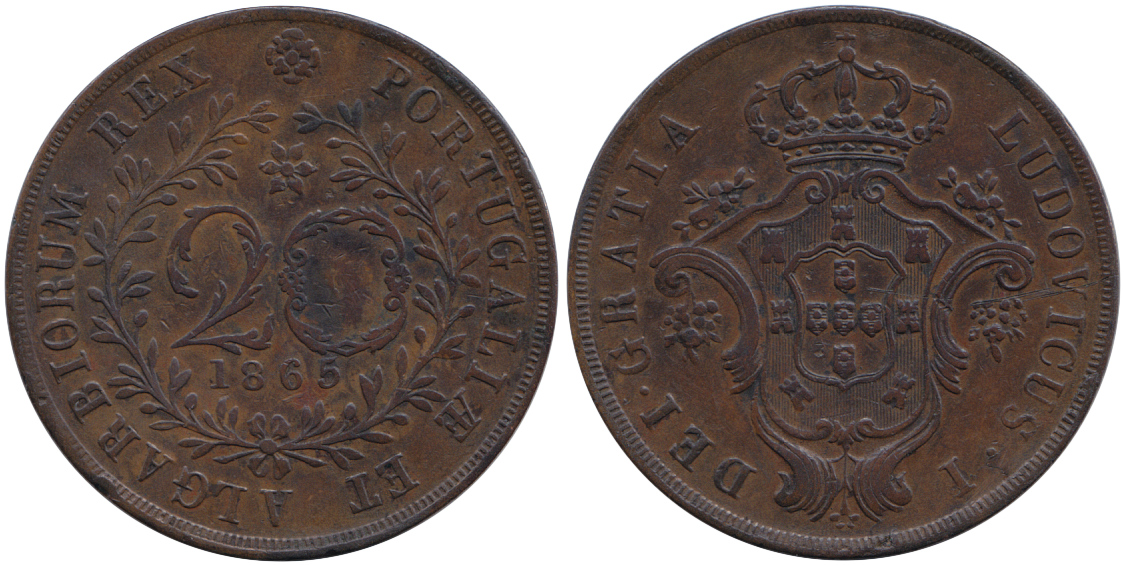
Monedă de 20 de reali din 1865, Azore. Avers: PORTUGALIÆ ET ALGARBIORUM REX, în centru anul 1865 și denumirea 20. Revers: LUDOVICUS I DEI GRATIA, în centru este stema Portugaliei.
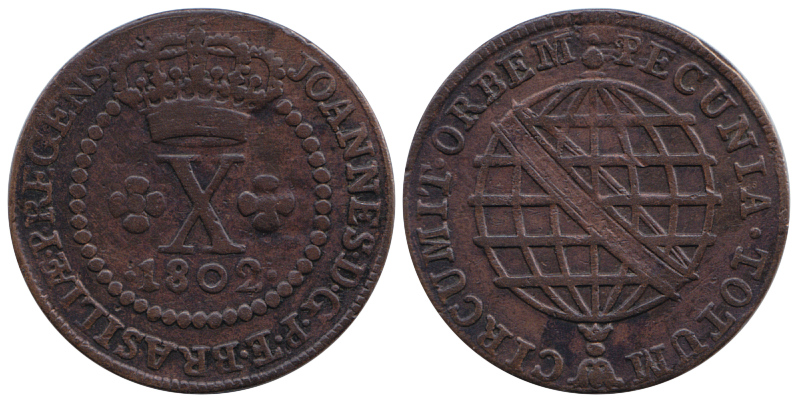
Monedă de 10 de reali din 1802, Brazilia. Avers: JOANNES • D • G • P • ET • BRASILIÆ • P • REGENS, în centru anul 1802 și denumirea - X. Revers: PECUNIA • TOTUM CIRCUMIT • ORBEM, în centru este stema Braziliei.